# Frinnaryd
Frinnaryd är en tätort i Aneby kommun i Jönköpings län, kyrkby i Frinnaryds socken.
Orten är ett stationssamhälle som uppstod när Östra Stambanan drogs förbi på 1870-talet. Genom byn rinner Svartån. Två större företag finns.
Greta Garbos far, Karl Alfred Gustafsson (1871-1920) kom från Frinnaryd. 

## Befolkningsutveckling
| Befolkningsutvecklingen i Frinnaryd 1950–2020           | Befolkningsutvecklingen i Frinnaryd 1950–2020 | Befolkningsutvecklingen i Frinnaryd 1950–2020 | Befolkningsutvecklingen i Frinnaryd 1950–2020 | Befolkningsutvecklingen i Frinnaryd 1950–2020 |
| ------------------------------------------------------- | --------------------------------------------- | --------------------------------------------- | --------------------------------------------- | --------------------------------------------- |
|                                                         |                                               |                                               |                                               |                                               |
| År                                                      |                                               |                                               | Folkmängd                                     | Areal (ha)                                    |
| 1950                                                    | 1950                                          |                                               | 424                                           | ##                                            |
| 1960                                                    | 1960                                          |                                               | 435                                           |                                               |
| 1965                                                    | 1965                                          |                                               | 390                                           |                                               |
| 1970                                                    | 1970                                          |                                               | 326                                           |                                               |
| 1975                                                    | 1975                                          |                                               | 328                                           |                                               |
| 1980                                                    | 1980                                          |                                               | 300                                           |                                               |
| 1990                                                    | 1990                                          |                                               | 319                                           | 50                                            |
| 1995                                                    | 1995                                          |                                               | 300                                           | 50                                            |
| 2000                                                    | 2000                                          |                                               | 244                                           | 51                                            |
| 2005                                                    | 2005                                          |                                               | 225                                           | 51                                            |
| 2010                                                    | 2010                                          |                                               | 204                                           | 51                                            |
| 2015                                                    | 2015                                          |                                               | 226                                           | 56                                            |
| 2020                                                    | 2020                                          |                                               | 228                                           | 55                                            |
| Anm.: ## Som tätort/befolkningsagglomeration 1920–1950. |                                               |                                               |                                               |                                               |